# جوانا الظلام
جوانا الظلام هو شخصية وهمية والرئيسي بطل الرواية من الكمال الظلام الكون خيالية، تم إنشاؤها بواسطة نادر. وقالت إنها قدمت لها لأول مرة في نينتندو 64 أول شخص مطلق النار الكمال الظلام وهو حرف لاعب في جميع مباريات هذه السلسلة. وبعيدا عن الفيديو ألعاب، يظهر جوانا أيضا كما يؤدي الطابع في جميع الداكنة مثالية الروايات والكتب المصورة. جوانا غير ناشط لمعهد كارينغتون خيالية، حيث حصلت على الاسم الرمزي «الكمال الظلام» تكريما لأداء لا تشوبه شائبة لها في اختبارات التدريب.
وقد وضعت جوانا الظلام في الأصل من قبل لعبة فيديو مصمم مارتن هوليس، الذين وجدوا الإلهام في عدد من البطلات خيالية مثل مكتب التحقيقات الفدرالي وكيل دانا سكالي من المسلسل التلفزيوني الملفات الغامضة، ومسمى الفاتنة فام من الفيلم نيكيتا، من بين آخرين. وقالت الكمال الظلام صفر أعيد تصميم النموذج من قبل المانجا الفنان فيل أوفرتون. جوانا الظلام من بين النادرة في أكثر الشخصيات المعروفة وهي واردة أيضا في العديد من «أعلى قوائم» من قبل وسائل الإعلام الألعاب.

## تصميم الشخصية
ولقد ابتكر شخصية جوانا الظلام في الأصل من قبل مارتن هوليس، والمخرج والمنتج من العين الذهبية 007 و الكمال الظلام ، قبل مغادرته نادرة في عام 1998. وأوضح هوليس أن اقتراح وجود البطولة النسائية في أول شخص مطلق النار كانت مستوحاة من كيم كيمبرلي، بطل الرواية في الدفعتين الأوليين من مستوى 9 الحاسبات الصورة التفاعلية الخيال ثلاثية السيليكون الأحلام ، حيث لاعب يواجه صدمة اكتشاف أنها امرأة في وقت متأخر إلى حد ما في المباراة الأولى  ويرى أيضا أنه ينبغي أن يكون هناك المزيد من الألعاب مع يؤدي الإناث. ووفقا له، «وبعد أن أدلى به للتو لعبة بطولة رجل يبدو من المنطقي لإنشاء واحد حول امرأة».
وقد تأثر تصميم جوانا من قبل عدد من البطلات خيالية، بما في ذلك التجسس مغر وكيل X-27 في الفيلم 1930s المرتجعة ، مكتب التحقيقات الفدرالي وكيل دانا سكالي من المسلسل التلفزيوني الملفات الغامضة ، ومسمى الفاتنة فام من الفيلم نيكيتا ، الذي يصف هوليس باسم «مبدع وبطولي ومستقلة والضعيفة والتالفة للغاية». واتخذ اسم «جوانا الظلام» من النطق الفرنسي جان دارك ب «جان دارك». وكشف هوليس أيضا أنها «أراد لها أن تكون طبيعية جدا، وليس مع تبدو عارضة، وربما قليلا مخنث». و الكمال الظلام ، وقالت انها عبرت عنها إيفلين فيشر.
أثناء وضع مثالي الظلام الصفر ، وأعيد تصميم جوانا التي كتبها المانجا الفنان فيل أوفرتون. أوفرتون أضاف المزيد من العناصر المميزة، بما في ذلك نجم وشم على الجانب الأيسر من عنقها، وهو خط شقراء في شعرها، ومخطط متقطع لتصفيفة الشعر. تم تغيير شعرها أيضا من القصير والأحمر بتحمل طول والبرتقال. وذكرت هوليس أنه في حين كان يحب العمل مفهوم جديد، وقال انه لا يمكن أن يتصور ماذا قالت انها ارتداء البرتقالي. ووفقا له، «وهو غير معهود. وبصرف النظر عن المشكلة العملية من كونها منارة للالرصاص عملاء سريين لا يرتدون اللون البرتقالي لسبب وجيه.» عملية لتصميم شخصيتها ذهب من خلال العديد من التعديلات. وقد التقى صور من المفهوم الأولي مع الكثير من السخرية بين المشجعين الذين انتقدوا المانجا جوانا الجديد ظهور تشبه. وردا على ذلك، اختار المطورين لتخفيف بعض من أكثر الجوانب منمنمة من التصميم، وصولا في نهاية المطاف على مظهر أكثر واقعية. و الكمال الظلام صفر ، وقالت انها عبرت عنها لورانس BOUVARD. لتكملة إلغاء الكمال الظلام الأساسية ، تم تغيير الظلام لتناسب أجواء اللعبة واقعية، ويجري وصفها بأنها «التدخين، يمزح» الإصدار.

## الصفات
يوصف جوانا باعتباره من ذوي المهارات العالية الرماية، قاتلة المقاتلة من ناحية إلى ناحية، وطيار الخبراء والسائق. لديها ردود الفعل لا يصدق والقدرة على شم المتاعب. مهاراتها الفنية وتشمل الأسلاك حتى تهمة، واختيار قفل أو القرصنة نظام الأساسي. لديها أيضا قدرة فطرية في الحفاظ على هوية مزورة، تناسب لها عن العمليات السرية. وروايات تكشف أيضا أنها دائمة بشكل لا يصدق. في حالة واحدة، بعد اطلاق النار عليه، وقالت انها واصلت القيام مهمتها على الرغم من الجرح سوءا، بعد أن تم تمزيق مفتوحة عدة مرات وتطوير العدوى. وبالإضافة إلى ذلك، جوانا قادر على عمق الغضب، المدمرة، وكثيرا ما تفتقر إلى الانضباط للحفاظ عليها المزاج في الاختيار. هذا يؤدي في بعض الأحيان لها للقيام المتهورة، والإجراءات غير المدروسة.
يوصف جوانا أيضا بأنها غريبة بشكل طبيعي. وقالت إنها لا تثق الناس بسهولة، وخاصة أولئك الذين ترتبط مع الشركات. وهي ملحوظ متكيف والمحتوى لنعيش كل يوم كما يأتي. وهي أحد المؤيدين الأشداء ولاعب غير محترف من الموت VR، وهو برنامج محاكاة القتالية التي تسمح للناس لمواجهة قبالة ضد بعضها البعض في الساحات الافتراضية. انها تتمتع أيضا مجموعة متنوعة من أنشطة المغامرات، بما في ذلك تسلق الصخور، الباركور، وركوب الدراجات الترابية.
ويصور جوانا وجود أحمر الشعر على الكتف طول، مع مسحة شقراء المميز الذي كان نتيجة لنزوة جينية. لديها مشرق، العيون الزرقاء العميقة. لديها بشرة شاحبة ونحيلة، بناء الرياضية. وقالت الكمال الظلام صفر نموذج كما يكشف عن وجود وشم نجمة على الجانب الأيسر من رقبتها، التي حصلت في حين كانت في هونغ كونغ عندما تحولت السادسة عشرة. وعلى الرغم من أنها عادة ما ينظر في الزي معهد كارينغتون، وهو مذكور في الكتب التي جوانا عادة الفساتين في الملابس والجلود، مع أكثر من الأحذية لها تتكون من الأحذية.

## مباراة

### في ألعاب الفيديو
ظهور جوانا الأول هو في عنوان نينتندو 64 الكمال الظلام ، الذي صدر في عام 2000. في اللعبة، جوانا غير ناشط لمعهد كارينغتون خيالية، حيث حصلت على الاسم الرمزي «الكمال الظلام» تكريما لها أداء لا تشوبه شائبة في اختبارات التدريب. في أول مهمة لها، وأرسلت أنها لانتزاع dataDyne منشق. في هذه العملية، وقالت انها تكشف مؤامرة بين أكبر شركة في العالم dataDyne ومجموعة من Skedars، خارج الأرض الذين أنشأوا حرب بين النجوم ضد سباق الغريبة آخر يعرف باسم Maians. خطة المتآمرين لسرقة megaweapon من مركبة فضائية تحطمت في قاع المحيط والأرض واستخدامها ضد homeworld Maian. ومع ذلك، دون علم dataDyne، وSkedar أيضا تنوي اختبار اطلاق سلاح على الأرض، وتدمير في هذه العملية. ومع مساعدة من حارس Maian، جوانا تمكن من تحديد موقع megaweapon وتدميره. وبعد ذلك، وقالت انها تساعد Maians إطلاق هجمة مرتدة ضد homeworld Skedar، والقضاء على الكاهن بهم عالية، وبالتالي إصدار ضربة قاصمة لمعنويات.
جوانا يعود في لعبة فتى اللون لعبة، وهو يحدد من قبل سنة واحدة للفوز بلقب نينتندو 64. وبعد الانتهاء من التدريب لها بنجاح وتمكن من كسب ثقة زعيم المعهد دانيال كارينغتون، يتم إرسال جوانا لغابة في أمريكا الجنوبية، حيث يجب تدمير غير الشرعيين منشأة لتصنيع سايبورغ. في هذه العملية، وقالت انها شهدت طائرة اسقاطها وقدمت مذكرة من الإحداثيات. ونتيجة لذلك، هو أمر انها للتحقيق في موقع الحادث، حيث تكتشف في النهاية أن حطام ينتمي إلى Skedar . وردا، واقتحمت المعهد من قبل فريق إضراب dataDyne لتدمير أي أدلة من المؤامرة، ولكن جوانا تتوقف في نهاية المطاف.
2005 برقول الكمال الظلام صفر يحدث قبل ثلاث سنوات على أحداث المباراة نينتندو 64، حيث جوانا هو صياد مكافأة العمل مع والدها جاك. في مهمتهم الأولى، وإنقاذ عالم اسمه زيغلر من أيدي ل ثالوث الرب الجريمة تستند من هونغ كونغ. زيغلر اكتشفت القطع الأثرية القديمة في أفريقيا الذي يمنح الأفراد مع قوى خارقة، وألمح إلى أن يتم بناؤها من قبل Maians. ومع ذلك، قتل زيغلر بعد فترة وجيزة، واستولت جاك بواسطة dataDyne، الذي هو أيضا مهتمة في القطع الأثرية. جوانا تدير في وقت لاحق لانقاذه من قصر تشانغ لي، مؤسس السري لdataDyne، ولكن قتل جاك في نهاية المطاف من قبل ابنة تشانغ لى، مي هيم. جوانا ثم يجد لها أهداف وبالتزامن مع تلك معهد كارينغتون. الاستفادة من مواردها، جوانا ينتقم وفاة والدها بقتل ماي هيم وفي وقت لاحق تشانغ لي، الذي استخدم قطعة أثرية على نفسه.

### في وسائل الإعلام الأخرى
جوانا الظلام هو بطل الرواية الرئيسي في الكمال الظلام الروايات والكتب المصورة. وفي رواية الأولى، ناقل الأولي ، والتي تم تعيين ستة أشهر بعد الكمال الظلام صفر ، يجد جوانا نفسها التي تعيش في الأراضي معهد كارينغتون ويجب أن نتعلم أن نثق دانيال كارينغتون، وكذلك الكشف عن مؤامرة التي قد تؤثر على جديدة dataDyne والرئيس التنفيذي لشركة الانتخابات. والرواية الثانية، الجبهة الثانية ، يتبع جوانا لأنها محاولات لمنع مجموعة سرية من المتسللين مسؤولة عن بعض الحوادث الكبرى التي سمحت dataDyne لتولي الشركات المعنية. يانوس " الدموع ، لمدة ستة المشكلة الكتاب الهزلي الأميركي يركز الذي يقع بين كل من الروايات، على محاولات جوانا لكشف القناع عن الخلد في مكتب لوس انجليس معهد كارينغتون.

## تأثير الثقافي

### تعزيز والبضائع

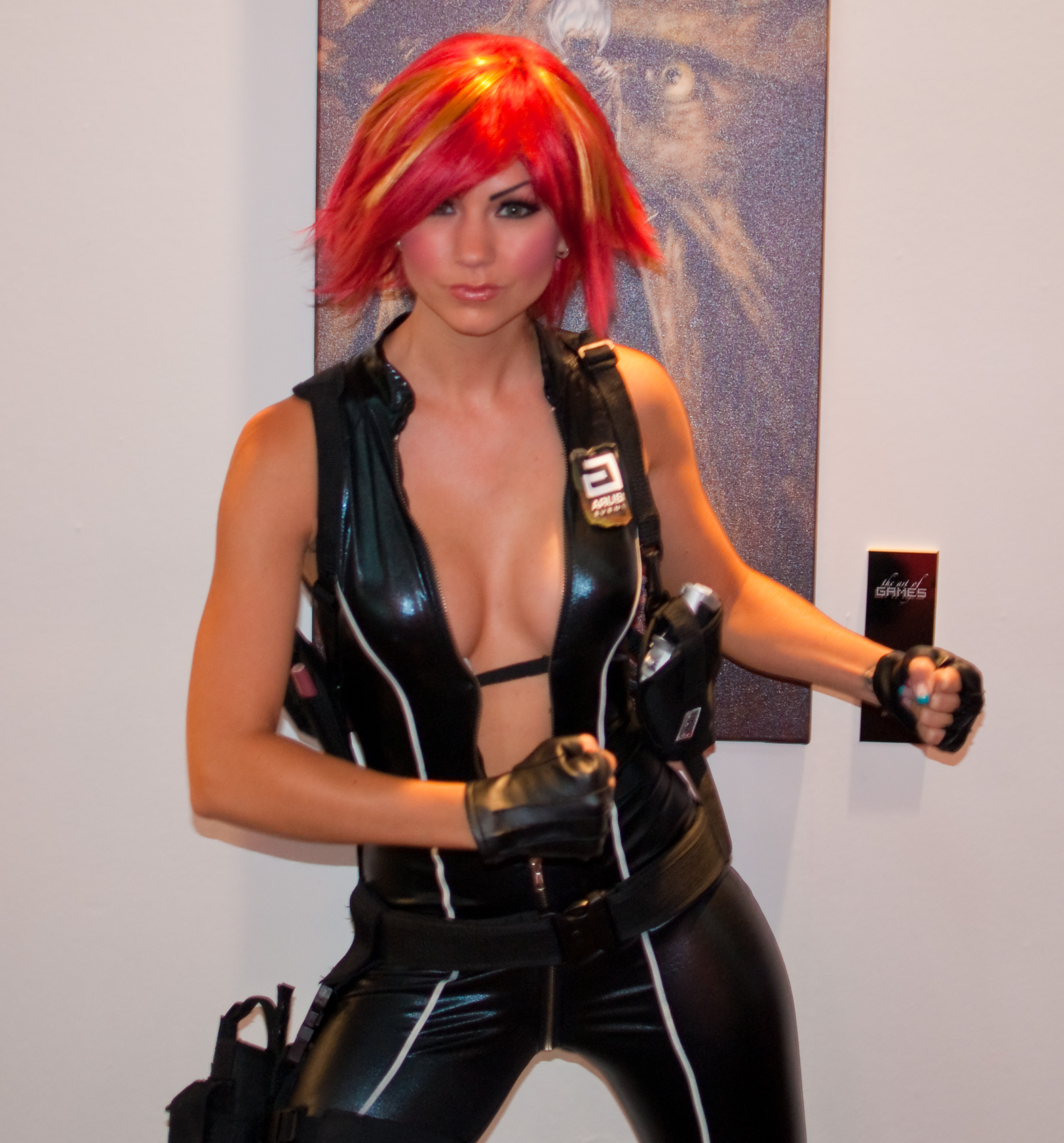
و نموذج الترويجية يرتدي زي جوانا الظلام في جيمز كوم 2010

في عام 2000، النموذج الأمريكي ميشيل مريكن صور شخصية في الإعلانات التجارية وفي متجر الترقيات لخرطوشة نينتندو 64 مباراة. وفي عام 2001، أنتجت بلو بوكس لعب شخصية العمل 12 بوصة على أساس مظهرها في اللعبة N64. وجاء هذا الرقم مع وكانت عدة أسلحة وفي اللعبة متوفرة في نظرتين واحدة مرتديا حلة الدروع والآخر في بذلة سوداء من الجلد.

### استقبال
جوانا الظلام من بين النادرة في أكثر الشخصيات المعروفة. وفي عام 2007، ألعاب توم وشملت لها في قائمة أكبر 50 الشخصيات النسائية في تاريخ لعبة فيديو، يدعو لها «كل ثلاثة ملائكة تشارلي دخلت واحدة»، وذكر أنها ينبغي أن تضطلع به جيسيكا بيال. وفي عام 2008، سبايك ظهرت جوانا الظلام كما السادس على قائمة من «توب فيديو لعبة الثعالب»،  و عصر المرتبة لها ك 20th أكبر إكس بوكس شخصية كل وقت حتى في الوقت لها الكمال الظلام صفر «قد لا يكون أعظم مدخل» لها مقابل في المباراة الأولى ل نينتندو لوحات المفاتيح. في عام 2013، سكوت مارلي من السجل اليومي في المرتبة لها كثالث أكثر جاذبية الأنثى شخصية لعبة فيديو. وفي عام 2015، ثانه نين المرتبة هذا«الجاسوس المثالي»، كما خامس أكبر مثير الإناث لعبة فيديو شخصية.
مجلة انترتينمنت ويكلي انتخاب جوانا الظلام ال14 أروع شخصية لعبة فيديو، مضيفا «[ث] دجاجة جيمس بوند يذهب إلى النوم، وقال انه يحلم ان يكون جوانا الظلام». في عام 2013، دارين Franich من مجلة انترتينمنت ويكلي المدرجة لها باعتبارها واحدة من «النساء 15 ركلة الحمار في ألعاب الفيديو»، مؤكدا أن«جوانا كان بطلة الصدارة في النوع أن الاتجاهات، حتى الآن، نحو فرط الذكورة.»  وعلى الرغم من هذا، وانتقد جوانا أيضا الزناد سعيد مؤلف ستيفن بول، الذي وصف تصميم شخصيتها بأنها«سافرة ومحكوم محاولة لسرقة الرعد من لارا كروفت»،  وقال إنها يتضح تحديات التي تميز أبطال أول شخص الرماة.